# Мате Голем
Мате Голем (Бисак, код Сиња, 1923 — Трогир, 14. октобар 1941), учесник Народноослободилачке борбе и народни херој Југославије.

## Биографија
Рођен је 1923. године у селу Бисак код Сиња, у сиромашној сељачкој породици.
Након завршетка основне школе отишао је у Сплит на изучавање браварског заната. Године 1939. постао је члан Савеза комунистичке омладине Југославије, а 1940. члан Комунистичке партије Југославије. Био је учесник многих штрајкова, демонстрација и илегалних акција.
Учесник Народноослободилачке борбе је од 1941. године. Учествовао је у многим акцијама против окупатора. После једне акције његове ударне групе на италијанске војнике у камиону, био је ухапшен. У затвору је био подвргнут мучењу и испитиван. Ванредни суд за Далмацију осудио је једанаест комуниста из групе „Голем Мате“ на казну смрти стрељањем 14. октобра 1941. године. Истог дана одвезли су их камионом из Сплита у Трогир, где су их све стрељали.
Указом председника Федеративне Народне Републике Југославије Јосипа Броза Тита, 24. јула 1953. године, проглашен је за народног хероја.